# Bioska
Bioska (Servisch cyrillisch Бноска) is een plaats in de Servische gemeente Užice. De plaats telt 554 inwoners (2002) en ligt aan de oevers van de Đetinja en het Vrutcimeer, tussen het Zlatibor- en Taragebergte. Ook ligt het vliegveld van Uzice-Ponikve dichtbij.

## Bekende inwoners
- Lenka Rabasović, verzetsstrijder gedurende de Eerste Wereldoorlog
- Milivoje Kostic, Servisch-Amerikaans wetenschapper